# The Luck of Barry Lyndon

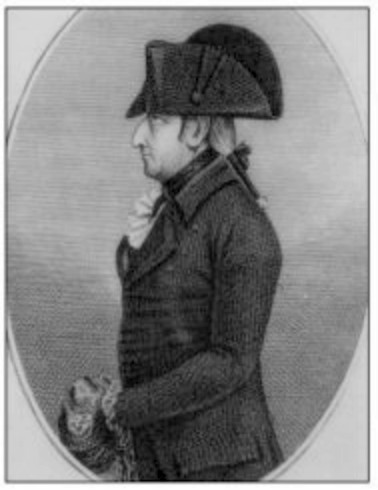
Andrew Robinson Stoney vormde de inspiratie voor de roman.

The Luck of Barry Lyndon is een roman uit 1844 van William Makepeace Thackeray, gebaseerd op het leven van de fortuinzoeker Andrew Robinson Stoney.
De roman werd in 1844 als feuilleton gepubliceerd in Fraser's Magazine, en werd later uitgegeven onder de titel The Memoirs of Barry Lyndon, Esq. Het verhaal handelt over een lid van de Ierse landadel, afkomstig uit een geruïneerde familie, dat probeert binnen te komen bij de Engelse aristocratie. 
Stanley Kubrick verfilmde de roman onder de titel Barry Lyndon (1975).
Redmond Barry of Bally Barry is een brutale, roekeloze en vooral erg ambitieuze jongen uit een geruïneerde familie van 'gentry' (landadel), die weigert zijn lot te accepteren en hogerop wil, wat hem ten slotte in de hoogste Engelse adel zal voeren - vóór hij weer alles verliest. Deze schelmenroman wordt verteld door Redmond Barry zelf, als onbetrouwbare verteller. Zijn verhaal voert van zijn opvoeding, een duel en vlucht, over de slagvelden van de Zevenjarige oorlog. Dief en deserteur uit het Engels leger, wordt hij geprest in Pruisische dienst, en wordt, eenmaal gedemobiliseerd, spion voor het Hof in Potsdam. Hij ontsnapt in gezelschap van zijn oom, een valsspeler die zich voordoet als de chevalier de Balibari.
Met zijn valse naam, zijn bluf, zijn vlotte babbel en zijn leugens weet hij het tot in de hoogste kringen van adel te brengen. Hij verleidt de adellijke Lady Lyndon en trouwt met haar nadat ze weduwe geworden is. Hij neemt dan de naam Barry Lyndon aan. Hij wordt een paar keer ontmaskerd maar weet zich er steeds uit te kletsen. Glad als een aal neemt hij elk risico en hij leeft als een ware bon vivant: hij versiert de ene vrouw na de andere en smijt met geld. Uiteindelijk heeft hij alles bereikt wat hij begeert maar zijn fortuin houdt niet aan. Zijn enige zoontje komt bij een ongeluk om het leven en hij raakt bij een duel met zijn stiefzoon Lord Bollingdon invalide. Geruïneerd en gescheiden van Lady Lyndon, brengt hij zijn laatste levensjaren door als alcoholicus in de gevangenis voor schuldenaars, Fleet Prison.